# خوزه ماری (بازیکن فوتبال، زاده ۱۹۸۷)
خوزه ماری (انگلیسی: José Mari؛ زادهٔ ۶ دسامبر ۱۹۸۷) بازیکن فوتبال اهل اسپانیا است.
از باشگاه‌هایی که در آن بازی کرده‌است می‌توان به باشگاه فوتبال کلرادو رپیدز، باشگاه فوتبال رئال مورسیا، باشگاه فوتبال لوانته، و باشگاه فوتبال رئال ساراگوسا اشاره کرد.